# Pero Budak
Pero Budak (Trebinje, 1917. június 21. – Zágráb, 2008. december 4.) horvát író, színműíró és színigazgató volt.

## Élete és pályafutása
Elemi iskolába Nikšićben, Lovinacban és Zágrábban járt (1924–28). Zágrábban 1938-ban érettségizett és szerzett 1946-ban orvosi diplomát. Az orvosi tanulmányokkal egyidőben végezte el a színésziskolát (1942), amatőr darabokban szerepelt, majd 1940-ben a Zágrábi Horvát Nemzeti Színház társulatának tagja lett. Több évet töltött ott, fiatal hősök és szerelmesek alakítójaként, valamint karakterfigurákként a Shakespeare, Moliere, Bogović, Brezovacki színdarabjaiban. A népi felszabadító háború résztvevője és segítője volt.
A háború után részt vett a zágrábi színházi társulatok munkájában. Ő rendezte az első humoros és szatirikus műsorokat a rádióban. Az 1950–53 közötti időszakban a zágrábi Komedija színház igazgatója volt. 1953-ban kinevezték az újonnan alapított Zágrábi Drámai Színház (ma Gavella Drámai Színház) igazgatójává, amelyet 1970-ig vezetett, amikor a Matica hrvatska kiadójának igazgatója lett. 1981-ben vonult nyugdíjba. Ezután a Scena revolucije színház igazgatója lett. Figyelemre méltó tevékenységet fejtett ki a színművészek és írók különböző köztársasági és szövetségi szervezeteinek menedzsereként és tagjaként, valamint a Jugoszláviai Színművészek Szövetsége, a Horvát Színművészek Szövetsége tevékenységének kezdeményezője és szervezője volt. Háromszor volt elnöke és háromszor alelnöke a Horvát Írószövetségnek, valamint alapítója és hosszú ideig elnöke a Horvát Művészek Szövetségének és a Jugoszláviai Drámaírók Szövetségének. A Horvát irodalom öt évszázada bibliotéka szerkesztőbizottságának hosszú ideig volt a tagja.

## Irodalmi tevékenysége
Színházi hírnevét a likai paraszti életet ábrázoló első realista-naturalista drámájával, a Mećavával (első előadás a Horvát Nemzeti Színházban 1952-ben) szerezte. A „Klupko” című több cselekményű vígjáték első előadását 1953-ban mutatták be a Komedijában, a „Zaboravljeni” (Az elfelejtettek) című drámát pedig 1954-ben a našicei Amatőr Színházban. A „Potez kistom” (Ecsetvonás) című darabot 1955-ben mutatták be először a Šibeniki Nemzeti Színházban. Ezt követte a „Svetionik” (Világítótorony, Zágrábi Drámai Színház, 1956), a „Na trnu i kamena” (Tövisen és kövön, Sziszek, 1958) és a „Suza u radosnom svitanju” (Könny az örömteli hajnalon, későbbí címe: Tavasz nyár nélkül) előadása a Zágrábi Pionir Színházban (1960). „Tišina! Snimamo!” (Csend! Forgatunk!) című vígjátékát a Zágrábi Drámai Színház (1961), a „Žedan izvort” pedig a Zenicai Nemzeti Színház előadásában (1968) mutatták be. A „Nakot Balaban” című darab premierjére csak 1982-ben került sor a zágrábi Sceni revolucije színpadán.
Budak drámai műveit, különösen a likai életből vett, helyi nyelven (Mećava, Klupko) írt műveit Jugoszlávia számos színpadán adták elő, gyakran szlovén, macedón, olasz, magyar, albán, román és török nyelven is. A TV Zagreb mutatta be a Csend! Forgatunk!, és Mećava  filmadaptációit (1977). Néhány művét külföldi színházakban, rádióban és televízióban (Nagy-Britannia, Csehszlovákia, Lengyelország, Olaszország) is előadták. Likai témájú komédiáit, vidám darabjait és népoperai librettóit hitelesség, narratíva, szabad komikus kifejezésmód, nyelvi kontrasztok, frissített frazeológia és gyakran Petar Petrović Pecija színműírói hagyatékának átvétele jellemzi. Vonzotta az egyének viselkedése abszurd helyzetekben (Az elfelejtett), a belső monológgal és visszatekintéssel átszőtt költői-szimbolikus kifejezésmód (Világítótorony) és a stilizált realizmus, archetipikus rögeszmék és poétika (Žedan izvor, Nakot Balabana). Budak szövegeiben átveszi a népköltészet paradigmáit, de a vágyakozást, az erotikára, a humorra, szójátékra, luddizmusra való hajlamot is. Gyerekeknek is ír verseket, ezért több nekik írt verseskötetet, képeskönyvet és egy filmes képeskönyvet is kiadott, valamint antológiai kiadásokban is képviseltette magát. Drámai szövegeit, verseit, humoros írásait és számos színházi és tágabb kulturális témájú cikkét publikálta több évtizeden keresztül különböző kiadványokban.

## Főbb művei
- Lipe su procvale. Zagreb 1953.
- Mećava. Zagreb 1954, 19652.
- Klupko. Zagreb 1955, 1958, 1966.
- Suvremeno kazalište i njegova uloga u kulturnom životu zemlje. Zagreb 1956.
- Kazalište i publika. Zagreb 1957.
- Na trnu i kamenu. Zagreb 1959, 1962.
- Svjetionik. Zagreb 1960, 19662.
- Tišina! Snimamo! Zagreb 1961.
- Proljeća bez ljeta. Zagreb 1963.
- Dlanom o dlan. Zagreb,1965.
- Zaboravljeni. Zagreb 1965.
- Kolo. Zagreb 1966.
- Pun pogodak. Zagreb 1966.
- Svilen konjić. Zagreb 1968.
- Žedan izvor. Zagreb 1968, 1970.
- Dosta je i čemu. Zagreb 1969.
- Potez kistom. Zagreb 1969.
- Mećava i druge drame. Zagreb 1970.
- Nakot Balabana. Zagreb 1970.
- Sanci u bezdanci. Zagreb 1972.
- Za svakoga. Zagreb 1972.
- Visoko gore. Zagreb 1973.
- Klupko i druge komedije. Zagreb 1976.
- Povratnik. Zagreb 1976.
- Teštamenat. Zagreb 1976.
- Igrali se konji vrani. Zagreb 1977.
- Izabrana djela. Pet stoljeća hrvatske književnosti, 146. Zagreb 1977, 35–225.
- Lovac Mile i druge pjesme za djecu. Zagreb 1977.
- Izabrana djela. Zagreb 1978.
- Neznana rijeka. Vinkovci 1986.
- Kajkavije. Zagreb 1987.
- Posljednji valcer. Zagreb 1987.